# Ллойд, Шер
Шер Ллойд (англ. Cher Lloyd; род. 28 июля 1993, Малверн, Вустершир, Англия, Великобритания) — британская певица, актриса и модель. Более известна благодаря участию в седьмом сезоне британского шоу молодых талантов The X Factor, где заняла четвёртое место.

## Биография
Шер Ллойд родилась 28 июля 1993 года. Своё детство она провела в Малверне (Великобритания) со своими родителями Дарреном и Диной, младшим братом Джошом, и сестрами Софи и Рози. Ллойд посещала Колледж Чейза и спортивный колледж Дисона Перринса, в котором она изучала исполнительские виды искусства в 2009 году. Помимо этого, в свободное от учёбы время, она занималась в школе театрального искусства, который был расположен в корпусе спортивного колледжа. Перед тем как заявить о себе на телевизионном шоу The X Factor, Ллойд успела принять участие в отборочном конкурсе Text Factor, в финале которого она исполнила песню Леди Гаги «Telephone» и заняла второе место.
В феврале 2012 года Ллойд говорила в эфире радиостанции BBC о том, что в её адрес поступали угрозы и что она переживает за свою безопасность, после того как она стала жертвой запугиваний в сети интернет. «Я начала привлекать публичное внимание, и ничего с этим не поделаешь — таким стал образ моей жизни». Вдобавок Шер заявила: «Всё, что я могу вам сказать, это то, что я всегда пыталась показывать свой твёрдый характер, таким образом я чувствовала защищенность. Но сейчас настало время, когда мне хотелось бы обратить внимание этих людей на то, что я не собираюсь далее бездействовать. Если я смогу решить проблему с этими людьми и их угрозами, то другие жертвы травли в интернете перестанут молчать и смогут бороться с этим. До этого момента, я плакала по ночам. Мне очень страшно, но я хочу чтобы люди воспринимали меня как сильную личность, если они не будут так думать, то никто не поверит в то что я смогу сделать это.» В программе Newsbeat Ллойд добавила, что в предотвращении попыток кибер-угроз правительство должно принимать более решительные меры.

### The X Factor
Ллойд принимала участие в прослушивании на шоу The X Factor два раза, но не смогла пройти кастинг, исполняя мелодичные баллады. Манера, с которой Ллойд исполняла песни для выхода финал телевизионного шоу, производили двоякое впечатление на судей и публику. Однако благодаря поддержке судьи Шерил Коул, певице удалось выбиться в звезду шоу. Коул отметила то, что они с Шер чем-то похожи и решила поддерживать её на протяжении телепроекта.
В первом туре Ллойд исполняла кавер версию на песню «Turn My Swag On». В следующем этапе её выбором стала рэп-версия «Viva La Vida». Ллойд заявила о том, что текст песни был написан ею самой, однако члены жюри оспорили этот факт и обвинили её в том, что она вырвала слова из песни рэпера Swizz Beatz. В доме судей она исполнила «Cooler Than Me», но не смогла завершить песню до конца из-за ангины. Ей была дана вторая попытка, но Шер расплакалась на сцене и не допела песню. Несмотря на это, её все-таки протолкнули в финал телешоу вместе с тремя другими девушками. В этом ей искренне помогла наставница, Шерил Коул.
После успеха в отборочном туре, Ллойд решила спеть «Just Be Good to Me» в живом выпуске первой недели финала телешоу. На второй неделе проекта она исполнила «Hard Knock Life». На третьей Шер спела «No Diggity» и «Shout», на четвёртой её песней стала «Stay». В последнем случае была первая попытка не использовать элементы рэпа в своем исполнении. Член жюри, Саймон Коуэлл, говорил об этом, как о «сезонном настроении». На пятую неделю финальной части телешоу, Ллойд исполнила «Empire State of Mind», но судьи не были впечатлены, а Коуэлл посчитал это выступление слабым. Однако на шестой неделе телепроекта, все судьи сошлись в одном мнении, что Ллойд спасла своё положение, исполнив «Sorry Seems to Be the Hardest Word» Элтона Джона.
По итогам седьмой недели, Ллойд оказалась в нижней половине списка участников после исполнения «Imagine», но Коуэлл, Коул и Уолш спасли её под самый конец эфира, и шоу покинул Пэйдж Ричардсон. На следующей неделе Шер представила перед судьями песню «Girlfriend», и следом за ней «Walk This Way». Судьи оценили её выступление, и зрительское голосование спасло её в этот же вечер, предоставив Шер путевку в полуфинал. В полуфинале Шер представила «Nothin’ on You» и «Love the Way You Lie» на суд жюри, и оказалась в нижней половине таблицы вместе с Мэри Бирн. Её вновь спасли судьи и позволили выйти в финал The X Factor, даже после подсчета голосов и оглашения статистики, в которой она имела меньше всего зрительских симпатий. В финале Ллойд спела «The Clapping Song» и «Get Ur Freak On» в дуэте с will.i.am. Ллойд завершила телешоу на четвёртом месте и набрала меньше всего голосов среди финалистов.

### 2010—2012
После финала телешоу было заявлено, что Ллойд подписала контракт с Syco Music. Композитор Autumn Rowe и продюсер RedOne вместе работали с Шер над её дебютным альбомом, релиз которого был объявлен на ноябрь 2011 года. Дебютный сингл, «Swagger Jagger», был впервые услышан публикой 20 июня, после того как был размещен в Интернете 15 июня. Однако, позже в твиттере просочилось сообщение с аккаунта Шер, что это была только демоверсия трека. В оригинале песня была выпущена 31 июля 2011 года, после чего она молниеносно ворвалась на первое место чарта Великобритании 7 августа 2011 года.
28 июля 2011 года Ллойд анонсировала пять треков с предстоящего полноформатного альбома в новостной рубрике сайта Ustream. В записи этих треков принимали участие Баста Раймс, Mic Righteous, Ghetts, Mike Posner и Dot Rotten. Шер Ллойд подтвердила в твиттере тот факт, что «With Ur Love» с участием Майка Познера является её первым синглом. Он был выпущен 30 октября 2011 года. Впервые на радио его услышали 21 сентября. Премьера видеоклипа состоялась 1 октября того же года в утреннем выпуске на канале Т4. Ллойд огласила название альбома Sticks + Stones в своем аккаунте в твиттере. Релиз альбома пришёлся на 7 ноября 2011 года.
21 ноября было анонсировано, что Ллойд готовится к своему первому сольному туру по Великобритании. Тур был назван Sticks and Stones Tour, который должен состояться в начале апреля 2012 года. Видео, в котором приняли участие малоизвестные артисты Dot Rotten, Mic Righteous и Ghetts впервые появилось на SBTV 13 декабря.
17 декабря 2011 года прозвучало подтверждение слухов о том что, Ллойд подписала договор со звукозаписывающей компанией L.A. Reid вместо Epic Records.
Песня «Want U Back» была выбрана в качестве третьего сингла с альбома. Версия песни включает вокал американского рэпера Astro и была выпущена 19 февраля 2012 года. После выхода видеоклипа 6 января 2012 года, сингл достиг 26 номера в чарте Великобритании, из-за числа цифровых загрузок.

### 2012: Переиздание
10 апреля 2012 года Шер Ллойд объявила, что приступила к работе над своим вторым альбомом. Ллойд также объявила о намерении переиздать свой новый сингл «Want U Back» в США без Astro и также записала ремикс со Snoop Dogg. L.A. Reid также планировал ввести Ллойд в американские СМИ в Нью-Йорке, надеясь, что Ллойд сделает прорыв в Америке. Её сингл «Want U Back» был выпущен в США 22 мая 2012 года, без Astro и Snoop Dogg. Песня достигла пика на 4 месте на US iTunes chart и 5 место в the Billboard Digital Songs, являясь 5-й самой скачиваемой песней недели с продажей около 128 000 экземпляров. 25 июля 2012 года состоялся дебют Ллойд на американском телевидении, когда она вживую исполнила песню на America’s Got Talent. По состоянию на ноябрь 2012 года, сингл имел 2 000 000 проданных копий в США и стал платиновым. В Великобритании был продан тиражом свыше 100 000 экземпляров.
В октябре 2012 года Ллойд поехала в тур Whatever World Tour, в поддержку американской группы Hot Chelle Rae в Австралию.

### 2013 год
В январе 2013 года, было подтверждено, что Ллойд будет приглашенной звездой в одном из эпизодов сериала «Биг Тайм Раш». В апреле Шер сообщила о сотрудничестве с Ne-Yo, для создания новой песни.
"It's All Good" была написана для компании мороженого Fruttare и вышла в июне того же года.

### 2014 год: Sorry I'm Late
Альбом достиг 12 места в чарте US Billboard 200, 58 места в Irish Albums Chart и 21 места в UK Albums Chart. Лид сингл "I Wish", записанный при участии рэпера T.I. стартовал с 17 места в US Billboard Bubbling Under Hot 100 Singles. В мае 2014 года вышел альбом популярной американской певицы Деми Ловато, в котором есть песня, записанная дуэтом с Ллойд, «Really Don’t Care». Песня стартовала с 98 места в Billboard Hot 100 и достигла 26 строчки.
После провального альбома Sorry I'm Late, Шер разорвала контракт с лейблом Epic Records, который не сделал ничего для раскрутки альбома, подписав новый контракт с Universal Music Group. В данный момент работает над третьим студийным альбомом.

### 2016 - настоящее время: Предстоящий третий студийный альбом и новый лейбл
Шер Ллойд нарушила свое молчание в марте 2016 года, разместив видео на своих страницах в социальных сетях. В видео Ллойд заявляет: «Я просто хочу сказать вам огромное спасибо за то, что были так терпеливы. Прошло много времени, но это определенно стоит ожидания, и я не могу дождаться, когда все услышат его». В интервью New You Media Ллойд заявила, что её третий альбом почти готов. 15 июля 2016 года Ллойд сообщила в социальных сетях о выходе своей новой песни «Activated»; премьера песни состоялась 22 июля 2016 года. В мае 2017 года Ллойд объявила о подписании контракта с ie:music.
В 2018 году она исполнила вокальную партию в песне «4U» шведского продюсера Йоакима Молитора.
19 октября 2018 года Ллойд выпустила сингл «None of My Business» вместе с видеоклипом.
11 октября 2019 года она выпустила сингл «M.I.A». Песня станет лид-синглом с её предстоящего третьего студийного альбома.
24 апреля 2020 года состоялась премьера сингла Ллойд «Lost» вместе с видеоклипом.

## Личная жизнь
С 18 ноября 2013 года Шер замужем за своим парикмахером Крейгом Монком, с которым она встречалась 2 года до их свадьбы. У супругов есть дочь — Делайла-Рэй Монк (род. 25.05.2018).

## Дискография
- Sticks + Stones (2011)
- Sorry I’m Late (2014)

## Синглы
- Swagger Jagger (2011)
- With Ur Love (2011; при участии Майка Познера)
- Want U Back (2012; при участии Astro)
- Want U Back (US Single; 2012)
- Oath (2012; при участии Becky G)
- With Ur Love (2013)
- I Wish (2013; при участии T.I.)
- Sirens (2014)

## Видеоклипы
| Название Год                                   | Режиссёр                   |
| "Swagger Jagger" 2011                          | Barney Steel и Mike Sharpe |
| «With Ur Love» 2011                            | Barney Steel и Mike Sharpe |
| При участии Майка Познера                      | Barney Steel и Mike Sharpe |
| «Dub on the Track» 2011                        | Paris Zarcilla             |
| При участии Mic Righteous, Ghetts и Dot Rotten | Paris Zarcilla             |
| «Want U Back» 2012                             | Parris                     |
| При участии Astro                              | Parris                     |
| «Want U Back» (US version) 2012                | Ciarra Pardo               |
| «Oath» 2012                                    | Hannah Lux Davis           |
| При участии Becky G                            | Hannah Lux Davis           |
| «Rum And Raybans» 2012                         | Hannah Lux Davis           |
| Шон Кингстон при участии Шер Ллойд             | Hannah Lux Davis           |
| «With Ur Love» (US version) 2013               | Hannah Lux Davis           |
| «I Wish» 2013                                  | Gil Green                  |
| При участии T.I.                               | Gil Green                  |
| «Sirens» 2014                                  | Darren Craig               |
| «Really Don't Care» 2014                       | Ryan Pallotta              |
| Деми Ловато при участии Шер Ллойд              | Ryan Pallotta              |

## Туры

#### Собственные
- Sticks + Stones Tour (2012)
- I Wish Tour (2013)

##### В поддержку
- X Factor Tour 2011 (2011)
- Whatever World Tour (Hot Chelle Rae, 2012)
- Red Tour (Тейлор Свифт, 2013)
- Neon Lights Tour (Деми Ловато, 2014)

## Фильмография
| Год  | Название         | Роль              | Примечания                                        |
| ---- | ---------------- | ----------------- | ------------------------------------------------- |
| 2010 | The X Factor     | Соперник          | Седьмая серия, в конкурсе заняла четвёртое место. |
| 2012 | Панорама         | Гость (саму себя) | Говорит о кибер-издевательстве в свою сторону.    |
| 2012 | Friday Rock Show | Гость (саму себя) | Исполняет, Hot N Cold                             |
| 2012 | Снова 12         | Гость (саму себя) | Говорит о жизни, в возрасте 12 лет.               |
| 2013 | Биг Тайм Раш     | Гость (саму себя) | исполняет роль                                    |